# Placówka Straży Granicznej II linii „Kłobuck”
Placówka Straży Granicznej I linii „Kłobuck” – jednostka organizacyjna Straży Granicznej pełniąca służbę ochronną na granicy polsko-niemieckiej w okresie międzywojennym.

## Formowanie i zmiany organizacyjne
Rozporządzeniem Prezydenta Rzeczypospolitej Polskiej Ignacego Mościckiego z 22 marca 1928 roku, do ochrony północnej, zachodniej i południowej granicy państwa, a w szczególności do ich ochrony celnej, powoływano z dniem 2 kwietnia 1928 roku  Straż Graniczną.
Rozkazem nr 11 z 9 stycznia 1930 roku w sprawie reorganizacji Wielkopolskiego Inspektoratu Okręgowego komendant Straży Granicznej płk Jan Jur-Gorzechowski ustalił numer i nową organizację komisariatu SG „Panki”. 
W styczniu 1930 roku placówka Straży Granicznej II linii „Kłobuck” podlegała służbowo oficerowi wywiadowczemu IG „Wieluń”, a gospodarczo komisariatowi SG „Panki”. W tym czasie wystawiała posterunek informacyjny Straży Granicznej „Krzepice”. Z dniem 22 VI 1934 posterunek informacyjny Straży Granicznej „Krzepice” został przemianowany na placówkę Straży Granicznej II linii „Krzepice” z posterunkiem „Lipie”. Posterunek „Lipie” zniesiony został z dniem 24 grudnia 1934

## Kierownicy/dowódcy placówki
| stopień    | imię i nazwisko | okres pełnienia służby | kolejne stanowisko |
| ---------- | --------------- | ---------------------- | ------------------ |
| przodownik | Bolesław Szlenk | był w 1930             |                    |